# Andrew Scott (director de museu)
Andrew John Scott CBE va ser un director del National Railway Museum a York, part del National Museum of Science and Industry (NMSI) d'Anglaterra. Anteriorment havia estast nomenat director dels museus West Yorkshire Transport Museum a Bradford, el Bradford Industrial Museum, i el London Transport Museum.
Scott va estar premiat com CBE pels seus serveis en els museus.
El setembre de 2009, Andrew Scott va iniciar la direcció del museu de la ciència NMSI A la jubilació d'Andrew Scott el nou director va ser Ian Blatchford.